# ATP Lyon Open 2017
ATP Lyon Open 2017 — тенісний турнір, що проходив на ґрунтових кортах у місті Ліон, Франція з 22 травня. Належав до категорії ATP World Tour 250, був турніром серії ATP Lyon Open 2017 року.

## Фінальна частина

### Одиночний розряд
Жо-Вілфрід Тсонга —  Томаш Бердих 7–6(7–2), 7–5

### Парний розряд
Андрес Мольтені /  Аділ Шамасдін —  Маркус Даніелл /  Марсело Демолінер 6–3, 3–6, [10–5]